# Carsac-de-Gurson
Carsac-de-Gurson è un comune francese di 204 abitanti situato nel dipartimento della Dordogna nella regione della Nuova Aquitania.

## Società

### Evoluzione demografica
Abitanti censiti